# Museo della cattedrale di Hildesheim

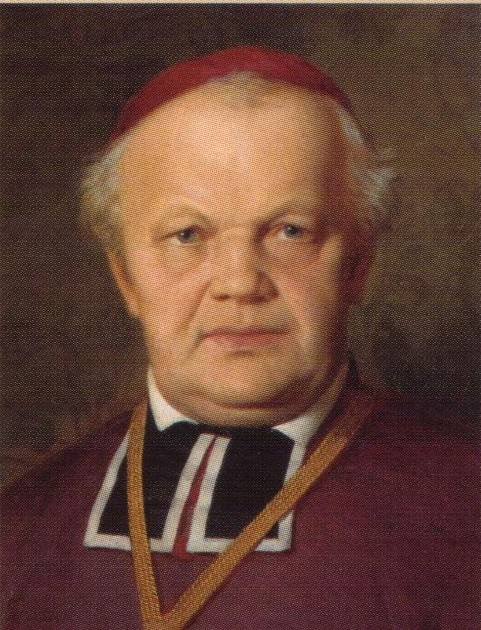
Il vescovo Eduard Jakob Wedekin ha donato la sua vasta collezione d'arte al museo della Cattedrale.

Il museo della cattedrale di Hildesheim ospita il tesoro della cattedrale e fa da museo diocesano alla diocesi di Hildesheim. Il tesoro della cattedrale, assieme all'edificio da cui dipende, fa parte del patrimonio culturale mondiale dell'UNESCO. Si trova nelle sale storiche intorno al chiostro della cattedrale. Il museo della cattedrale conserva ed espone oltre mille anni di storia della chiesa, dell'arte e della pietà della Bassa Sassonia.

## Storia
Per opera del vescovo Eduard Jakob Wedekin († 1870), il Dommuseum è diventato un museo diocesano, che riunisce l'arte ecclesiastica dell'intera diocesi e non solo. Wedekin portò principalmente opere gotiche dalle parrocchie e dalla sua proprietà privata nella collezione della cattedrale, e fece in modo che fossero adeguatamente conservate ed esposte.
Nel corso della ristrutturazione della cattedrale, il museo della cattedrale è stato ampliato e completamente ridisegnato dal 2010 al 2015. Alle sale museali sono state aggiunte la secolarizzata chiesa di Sant'Antonio e parti del chiostro. Di conseguenza, l'area espositiva è passata da 200 m² a 800 m², quindi il museo può ora mostrare una parte molto più ampia della sua collezione rispetto a prima. Il pontile rinascimentale della cattedrale è stato eretto in un nuovo edificio annesso alla chiesa di Sant'Antonio. Durante la ristrutturazione sono emersi tratti murari risalenti al periodo di Bernoardo, che sono rimasti visibili nel seminterrato. Inoltre, è stata rivelata una finestra quadrilobata gotica che è stata integrata nel percorso. La riapertura cerimoniale è avvenuta il 17 Aprile 2015.
L'architetto del nuovo museo della cattedrale è Johannes Schilling, dello studio di Schilling Architects di Colonia. Andreas Platthaus ha definito la concezione del nuovo Dommuseum un "capolavoro" e un "colpo di genio che promette di funzionare ben oltre l'anno dell'anniversario e la città".
Dopo la riapertura, oltre a oggetti d'arte storici, la direzione del museo si è proposta di esporre anche opere d'arte contemporanea, con un focus su grafica e sculture nell'area della fusione del bronzo. Nel 2018 il museo è stato insignito del Museumsregistrierung, un sigillo di qualità del sistema museale tedesco, da parte dell'Associazione dei musei della Bassa Sassonia e di Brema.

## Collezione
Il tesoro della cattedrale di Hildesheim è una collezione di vasi liturgici, reliquiari, paramenti, libri e sculture di altissimo valore storico-artistico che è cresciuta nel corso dei secoli. La cosiddetta Grande Madonna d'Oro, opera romanica, è considerata una delle più antiche figure di Maria nell'arte occidentale. Il reliquiario mariano di Hildesheim risale ai primordi della diocesi ed è associato alla leggenda della fondazione della cattedrale. Pezzi particolarmente preziosi sono la Croce di Bernoardo, il prezioso Evangeliario di Bernoardo e la Croce di Ringelheim, creati nel periodo di massimo splendore della diocesi sotto il vescovo Bernoardo († 1022). Si ricordano inoltre il Sacramentario di Ratmann del 1159, testimonianza dell'inizio del culto di Bernoardo come santo, e un reliquiario a busto e uno a braccio dello stesso Bernoardo, entrambi del XIII secolo. Al periodo barocco risalgono magnifici ostensori e altri lavori di oreficeria e argenteria. Molti di questi tesori d'arte sono ancora utilizzati oggi in occasioni di grandi feste nella liturgia della cattedrale. Gli arazzi di Artemisia entrarono in possesso della cattedrale nel 1727. Nel 2015, dopo un restauro, hanno trovato collocazione nel museo, in una sala dedicata.
Di seguito un elenco non esaustivo delle opere conservate nel museo:
- Grande Madonna d'Oro
- Croce di Bernoardo
- Evangeliario di Bernoardo
- Croce di Ringelheim
- Sacramentario di Ratmann
- Reliquiario mariano di Hildesheim
- Arazzi di Artemisia
- Pontile della cattedrale di Hildesheim

## Altre immagini

Grande Madonna Dorata
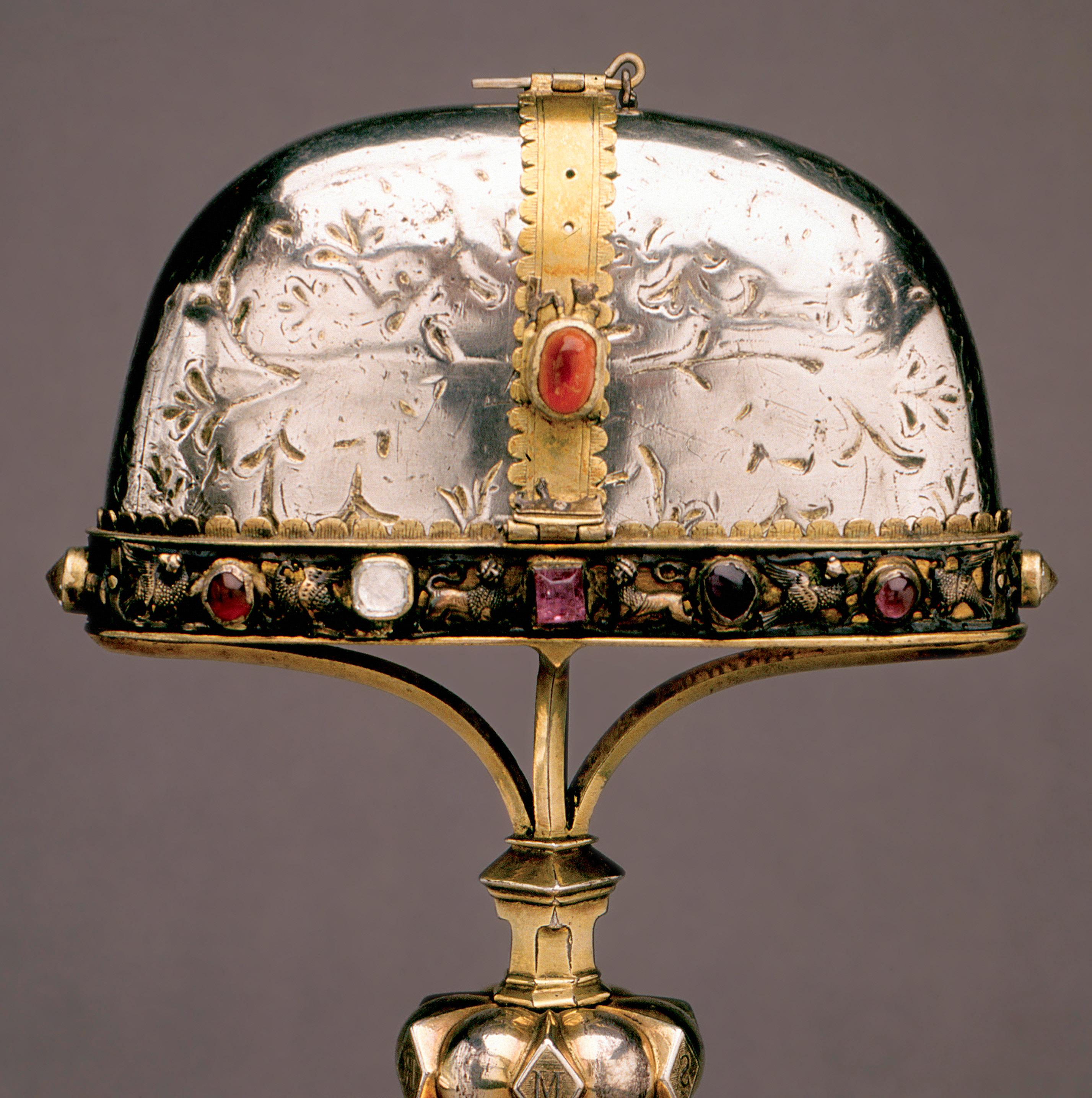
Il reliquiario mariano.
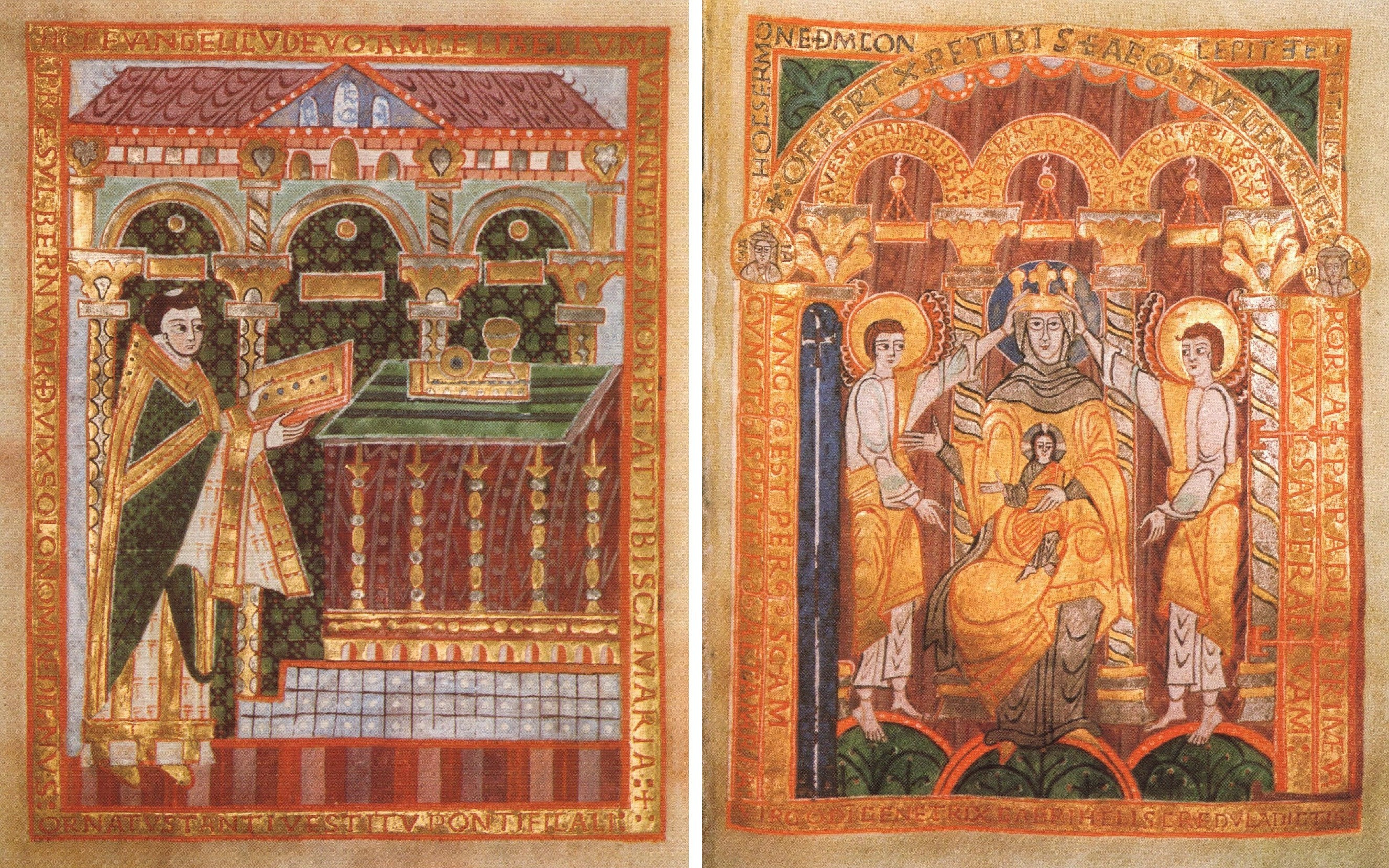
Evangeliario di Bernoardo (immagini della dedica), una delle grandi testimonianze dell'arte dell'epoca di Bernoardo.
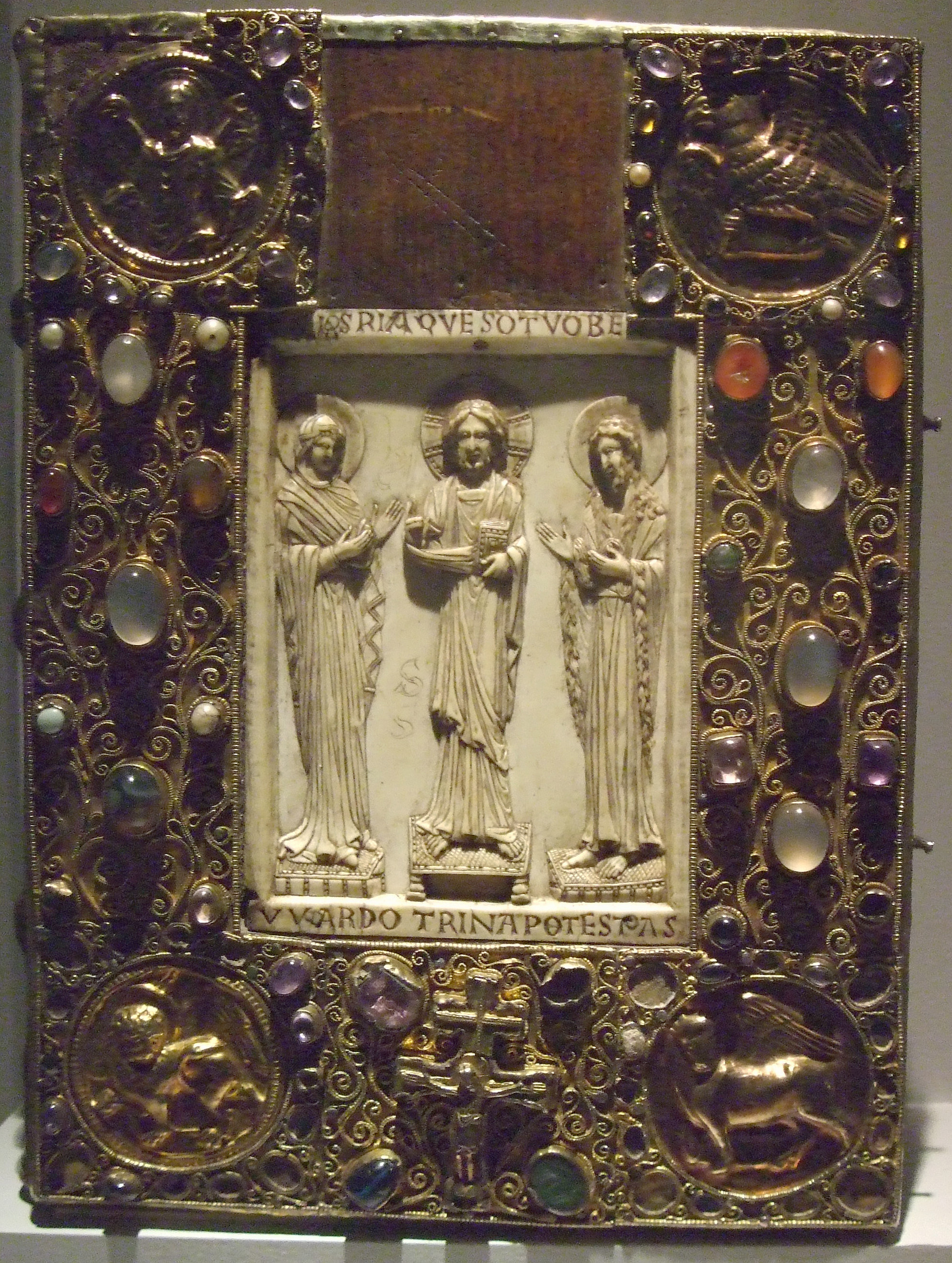
Copertina anteriore dell'Evangeliario di Bernoardo
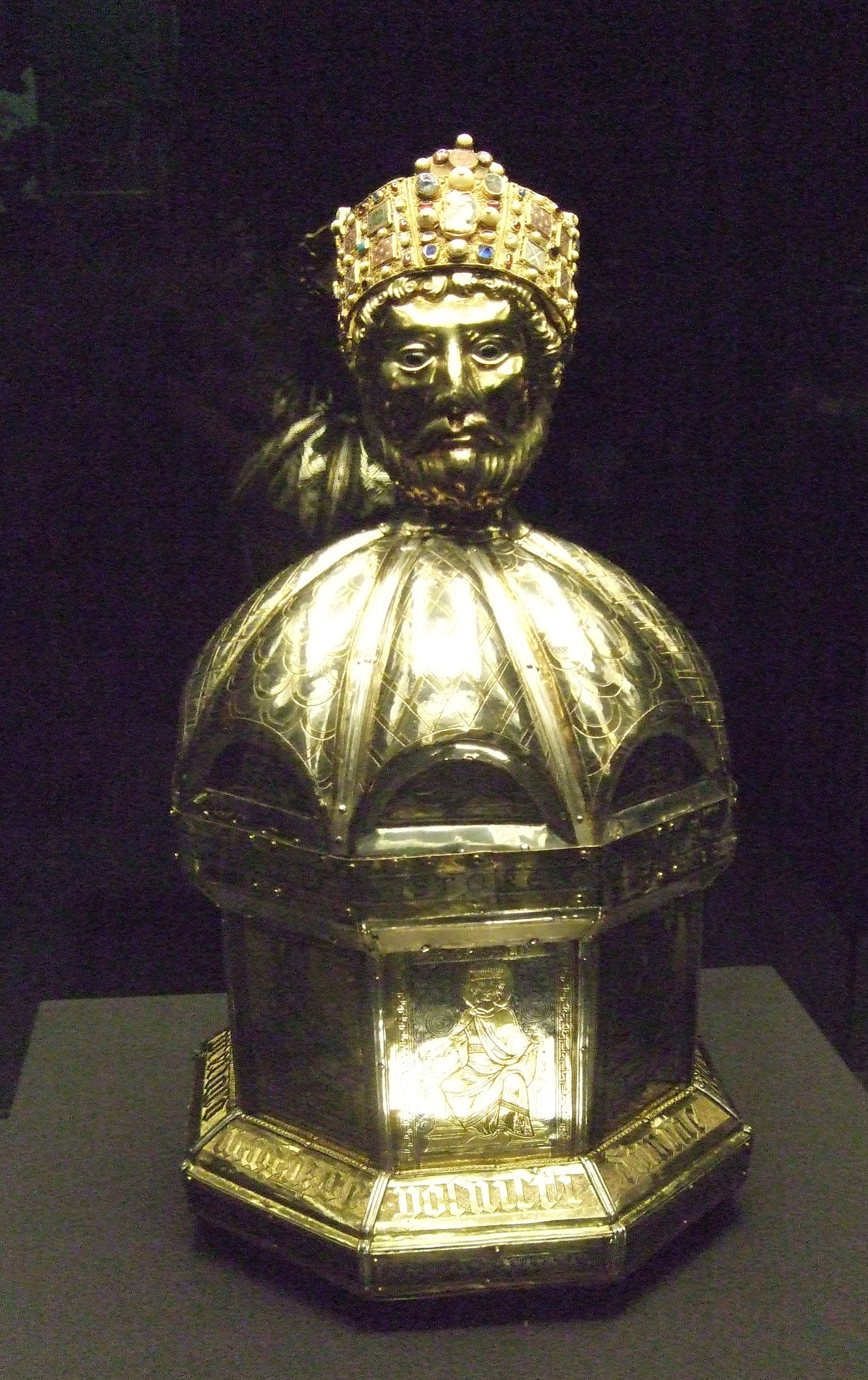
Reliquiario della testa di Sant'Osvaldo, 1185–1189
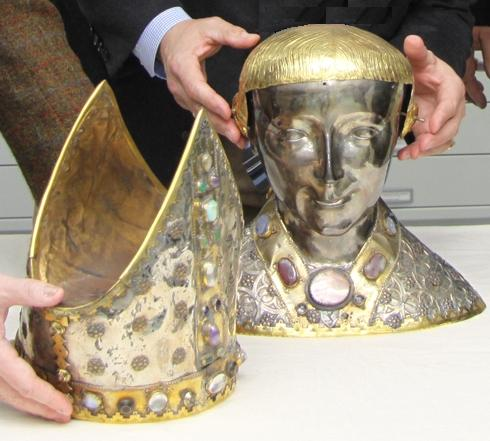
Reliquiario della testa di San Giacomo di Nisibi, dopo il 1367